# Eugenie Besserer
Eugenie Besserer (Watertown, 25 dicembre 1868 – Los Angeles, 28 maggio 1934) è stata un'attrice statunitense che lavorò nel cinema all'epoca del film muto.
Nella sua carriera di caratterista, iniziata negli anni dieci e durata fino ai primi anni trenta, prese parte a oltre duecento film. 

## Filmografia parziale

### 1910
- Il mago di Oz (The Wonderful Wizard of Oz), regia di Otis Turner – cortometraggio (1910)

### 1911
- The Mother – cortometraggio (1911)
- The Still Alarm, regia di Francis Boggs – cortometraggio (1911)
- Stability vs. Nobility, regia di Hobart Bosworth – cortometraggio (1911)
- One of Nature's Noblemen, regia di Francis Boggs – cortometraggio (1911)
- A Sacrifice to Civilization, regia di Hobart Bosworth – cortometraggio (1911)
- The Craven Heart, regia di Francis Boggs – cortometraggio (1911)
- It Happened in the West, regia di Hobart Bosworth – cortometraggio (1911)
- The Profligate, regia di Francis Boggs – cortometraggio (1911)
- Slick's Romance, regia di Francis Boggs – cortometraggio (1911)
- Their Only Son, regia di Francis Boggs – cortometraggio (1911)
- The Regeneration of Apache Kid, regia di Francis Boggs – cortometraggio (1911)
- The Blacksmith's Love, regia di Francis Boggs – cortometraggio (1911)
- In the Shadow of the Pines, regia di Hobart Bosworth – cortometraggio (1911)
- Old Billy, regia di Francis Boggs – cortometraggio (1911)
- The Bootlegger, regia di Hobart Bosworth – cortometraggio (1911)
- An Evil Power, regia di Francis Boggs – cortometraggio (1911)
- George Warrington's Escape, regia di Hobart Bosworth – cortometraggio (1911)

### 1912
- The Cowboy's Adopted Child, regia di Frank Montgomery – cortometraggio (1912)
- The Other Fellow, regia di Hobart Bosworth – cortometraggio (1912)
- The Peacemaker, regia di Francis Boggs – cortometraggio (1912)
- Bunkie, regia di Hobart Bosworth – cortometraggio (1912)
- Disillusioned, regia di Hobart Bosworth – cortometraggio (1912)
- The Danites, regia di Francis Boggs – cortometraggio (1912)
- As Told by Princess Bess, regia di Frank Montgomery – cortometraggio (1912)
- The Junior Officer, regia di Frank Montgomery – cortometraggio (1912)
- Me an' Bill, regia di Colin Campbell – cortometraggio (1912)
- The End of the Romance, regia di Frank Montgomery – cortometraggio (1912)
- The Hand of Fate, regia di Frank Montgomery – cortometraggio (1912)
- A Child of the Wilderness, regia di Hobart Bosworth – cortometraggio (1912)
- The Captain of the 'Nancy Lee', regia di Frank Montgomery – cortometraggio (1912)
- In Exile, regia di Fred Huntley – cortometraggio (1912)
- The Lake of Dreams, regia di Fred Huntley – cortometraggio (1912)
- His Masterpiece, regia di Colin Campbell – cortometraggio (1912)
- In the Tents of the Asra, regia di Hobart Bosworth – cortometraggio (1912)
- The Little Indian Martyr, regia di Colin Campbell – cortometraggio (1912)
- Sergeant Byrne of the Northwest Mounted Police, regia di Colin Campbell – cortometraggio (1912)
- The Indelible Stain, regia di Colin Campbell – cortometraggio (1912)
- The Substitute Model, regia di Hobart Bosworth – cortometraggio (1912)
- Partners, regia di Colin Campbell – cortometraggio (1912)
- The Pity of It, regia di Colin Campbell – cortometraggio (1912)
- Monte Cristo, regia di Colin Campbell – cortometraggio (1912)
- His Wedding Eve, regia di Colin Campbell – cortometraggio (1912)
- Old Songs and Memories, regia di Colin Campbell – cortometraggio (1912)
- The Vintage of Fate, regia di Lem B. Parker – cortometraggio (1912)
- Opitsah: Apache for Sweetheart, regia di Colin Campbell – cortometraggio (1912)
- The Millionaire Vagabonds, regia di Lem B. Parker – cortometraggio (1912)
- Sammy Orpheus; or, The Pied Piper of the Jungle, regia di Colin Campbell – cortometraggio (1912)
- The Last of Her Tribe, regia di Colin Campbell – cortometraggio (1912)

### 1913
- Greater Wealth, regia di Colin Campbell – cortometraggio (1913)
- A Plain Girl's Love, regia di Henry MacRae – cortometraggio (1913)
- The Miner's Justice, regia di Henry MacRae – cortometraggio (1913)
- The Governor's Daughter, regia di Lem B. Parker – cortometraggio (1913)
- The Spanish Parrot Girl, regia di Lem B. Parker – cortometraggio (1913)
- Diverging Paths, regia di Lem B. Parker – cortometraggio (1913)
- Love Before Ten, regia di Lem B. Parker – cortometraggio (1913)
- Dollar Down, Dollar a Week, regia di Colin Campbell – cortometraggio (1913)
- In the Days of Witchcraft, regia di Fred Huntley – cortometraggio (1913)
- Lieutenant Jones, regia di Lem B. Parker – cortometraggio (1913)
- The Tattle Battle, regia di Lem B. Parker – cortometraggio (1913)
- Indian Summer, regia di Lem B. Parker – cortometraggio (1913)
- Wamba, a Child of the Jungle, regia di Colin Campbell – cortometraggio (1913)
- The Girl and the Judge, regia di Lem B. Parker – cortometraggio (1913)
- A Flag of Two Wars, regia di Fred Huntley – cortometraggio (1913)
- Woman: Past and Present, regia di Lem B. Parker – cortometraggio (1913)
- The Fighting Lieutenant, regia di E.A. Martin – cortometraggio (1913)
- In God We Trust, regia di E.A. Martin – cortometraggio (1913)
- The Ne'er to Return Road, regia di Colin Campbell – cortometraggio (1913)
- The Unseen Defense, regia di Fred Huntley – cortometraggio (1913)
- The Acid Test, regia di E.A. Martin – cortometraggio (1913)
- Fate Fashions a Letter, regia di Fred Huntley – cortometraggio (1913)
- Sissybelle, regia di Lem B. Parker – cortometraggio (1913)
- Only Five Years Old, regia di Lem B. Parker – cortometraggio (1913)
- Destiny of the Sea, regia di E.A. Martin – cortometraggio (1913)
- Phantoms, regia di Colin Campbell – cortometraggio (1913)
- The Probationer, regia di Fred Huntley – cortometraggio (1913)
- A Cure for Carelessness, regia di Fred Huntley – cortometraggio (1913)
- The Master of the Garden, regia di Colin Campbell – cortometraggio (1913)
- The Mysterious Way, regia di Fred Huntley – cortometraggio (1913)

### 1914
- A Splendid Sacrifice, regia di Edward LeSaint – cortometraggio (1914)
- Memories, regia di Edward LeSaint – cortometraggio (1914)
- Elizabeth's Prayer, regia di Fred Huntley – cortometraggio (1914)
- The Salvation of Nance O'Shaughnessy, regia di Colin Campbell – cortometraggio (1914)
- The Fire Jugglers, regia di Edward LeSaint – cortometraggio (1914)
- The Game of Life, regia di E.A. Martin – cortometraggio (1914)
- The Schooling of Mary Ann, regia di Edward LeSaint – cortometraggio (1914)
- Judge Dunn's Decision, regia di Edward LeSaint – cortometraggio (1914)
- When the Night Call Came, regia di Edward LeSaint – cortometraggio (1914)
- Me an' Bill, regia di Colin Campbell – cortometraggio (1914)
- His Fight, regia di Colin Campbell – cortometraggio (1914)
- The Reporter on the Case, regia di Edward LeSaint – cortometraggio (1914)
- When a Woman's 40, regia di E.A. Martin – cortometraggio (1914)
- What Became of Jane?, regia di Edward LeSaint – cortometraggio (1914)
- The Man in Black, regia di Edward LeSaint – cortometraggio (1914)
- Ye Vengeful Vagabonds, regia di Edward LeSaint – cortometraggio (1914)
- A Just Punishment, regia di Edward LeSaint – cortometraggio (1914)
- Hearts and Masks, regia di Colin Campbell – cortometraggio (1914)
- Her Victory Eternal, regia di E.A. Martin – cortometraggio (1914)
- The Tragedy That Lived, regia di Colin Campbell – cortometraggio (1914)
- The Story of the Blood Red Rose, regia di Colin Campbell – cortometraggio (1914)

### 1915
- The Vision of the Shepherd, regia di Colin Campbell – cortometraggio (1915)
- The Passer-By, regia di Edward LeSaint – cortometraggio (1915)
- The Black Diamond, regia di Edward LeSaint – cortometraggio (1915)
- The Poetic Justice of Omar Khan, regia di Edward LeSaint – cortometraggio (1915)
- The Carpet from Bagdad, regia di Colin Campbell (1915)
- Ingratitude of Liz Taylor, regia di Edward LeSaint – cortometraggio (1915)
- The Fortunes of Mariana – cortometraggio (1915)
- The Rosary, regia di Colin Campbell (1915)
- The Smouldering, regia di Frank Beal – cortometraggio (1915)
- The Melody of Doom, regia di Frank Beal – cortometraggio (1915)
- The Way of a Woman's Heart – cortometraggio (1915)
- The Circular Staircase, regia di Edward LeSaint (1915)
- The Bridge of Time, regia di Frank Beal – cortometraggio (1915)
- Just as I Am, regia di Colin Campbell – cortometraggio (1915)
- I'm Glad My Boy Grew Up to Be a Soldier, regia di Frank Beal - mediometraggio (1915)

### 1916
- The Devil-in-Chief, regia di Colin Campbell – cortometraggio (1916)
- Thou Shalt Not Covet, regia di Colin Campbell (1916)
- The Grinning Skull, regia di George Nichols – cortometraggio (1916)
- A Social Deception, regia di Thomas N. Heffron – cortometraggio (1916)
- The Woman Who Did Not Care, regia di Frank Beal – cortometraggio (1916)
- The Temptation of Adam, regia di Alfred E. Green – cortometraggio (1916)
- The Sacrifice, regia di Frank Beal – cortometraggio (1916)
- The Old Man Who Tried to Grow Young, regia di Thomas N. Heffron – cortometraggio (1916)
- His Brother's Keeper, regia di William Robert Daly – cortometraggio (1916)
- In the House of the Chief, regia di Thomas N. Heffron – cortometraggio (1916)
- The Crisis, regia di Colin Campbell (1916)
- Twisted Trails, regia di Tom Mix – cortometraggio (1916)
- The Garden of Allah, regia di Colin Campbell (1916)

### 1917
- Beware of Strangers, regia di Colin Campbell (1917)
- Little Lost Sister, regia di Alfred E. Green (1917)
- The Friendship of Beaupere, regia di Alfred E. Green – cortometraggio (1917)
- Her Salvation – cortometraggio (1917)
- The Witness for the State, regia di Colin Campbell – cortometraggio (1917)
- The Curse of Eve
- Who Shall Take My Life?, regia di Colin Campbell (1917)
- In After Years, regia di E.A. Martin – cortometraggio (1917)

### 1918
- The City of Purple Dreams, regia di Colin Campbell (1918)
- The Still Alarm
- A Hoosier Romance
- The Eyes of Julia Deep
- The Road Through the Dark
- The Sea Flower
- Little Orphant Annie, regia di Colin Campbell (1918)

### 1919
- Ravished Armenia
- Turning the Tables
- Per la figlia (Scarlet Days), regia di David W. Griffith (1919)
- Il grande problema (The Greatest Question), regia di David W. Griffith (1919)

### 1920
- The Fighting Shepherdess
- The Gift Supreme
- For the Soul of Rafael, regia di Harry Garson (1920)
- La vendetta del torero (The Brand of Lopez), regia di Joseph De Grasse (1920)
- Fickle Women
- Seeds of Vengeance, regia di Oliver L. Sellers (1920)
- 45 Minutes from Broadway (o Forty-five Minutes from Broadway), regia di Joseph De Grasse (1920)
- The Scoffer
- La bella spagnola (What Happened to Rosa), regia di Victor Schertzinger  (1920)

### 1921
- The Breaking Point
- Good Women
- The Sin of Martha Queed, regia di Allan Dwan (1921)
- The Light in the Clearing
- Molly O'

### 1922
- The Rosary
- Penrod
- Come polvere
- The Hands of Nara, regia di Harry Garson (1922)
- Fulmine (June Madness), regia di Harry Beaumont (1922)
- The Strangers' Banquet, regia di Marshall Neilan (1922)

### 1923
- The Lonely Road
- Her Reputation, regia di John Griffith Wray (1923)
- The Rendezvous
- Anna Christie, regia di John Griffith Wray (1923)
- Enemies of Children

### 1924
- Il pane quotidiano (Bread), regia di Victor Schertzinger (1924)
- The Price She Paid

### 1925
- A Fool and His Money, regia di Erle C. Kenton (1925)
- Friendly Enemies, regia di George Melford (1925)
- Confessions of a Queen
- Follie (The Coast of Folly), regia di Allan Dwan (1925)
- The Circle, regia di Frank Borzage (1925)
- Wandering Footsteps
- Bright Lights, regia di Robert Z. Leonard (1925)

### 1926
- The Skyrocket, regia di Marshall Neilan (1926)
- Kiki, regia di Marshall Neilan
- Winning the Futurity
- The Millionaire Policeman
- La brigata del fuoco (The Fire Brigade), regia di William Nigh (1926)
- La carne e il diavolo (Flesh and the Devil), regia di Clarence Brown (1926)

### 1927
- Wandering Girls
- The Night of Love
- When a Man Loves
- Captain Salvation
- Slightly Used
- Il cantante di jazz (The Jazz Singer), regia di Alan Crosland (1927)

### 1928
- La legge dell'amore (Drums of Love), regia di David W. Griffith (1928)
- Vigilia d'amore (Two Lovers), regia di Fred Niblo (1928)
- Giglio imperiale (Yellow Lily), regia di Alexander Korda (1928)
- Le sette aquile (Lilac Time), regia di George Fitzmaurice (1928)
- L'avventuriera (A Lady of Chance), regia di Robert Z. Leonard (1928)

### 1929
- The Bridge of San Luis Rey (The Bridge of San Luis Rey)
- La mazzata (Thunderbolt), regia di Josef von Sternberg (1929)
- Madame X, regia di Lionel Barrymore (1929)
- Whispering Winds
- Cuori e motori
- I dissoluti
- Illusion, regia di Lothar Mendes (1929)
- Mister Antonio
- Seven Faces

### Anni trenta
- A Royal Romance
- Addio Madrid
- Madame Du Barry (Du Barry, Woman of Passion), regia di Sam Taylor (1930)
- Scarface - Lo sfregiato (Scarface), regia di Howard Hawks e Richard Rosson (1932)
- Ancora sei ore di vita (6 Hours to Live), regia di William Dieterle (1932)
- To the Last Man, regia di Henry Hathaway (1933)